# Абиотичен фактор
В екологията абиотичен фактор се наричат параметрите (стойности) на неживата природа, които оказват влияние върху организмите. Сред тях са:
- почвата със своите характеристики,
- географските условия, които формират климата на региона и географската му принадлежност – географска ширина, географска дължина, близостта до големи пространства с еднородни условия, форма и характеристика на релефа
- метеорологичните фактори – температура на въздуха, температура на почвата, валежи, слънчева радиация, вятър (посока и скорост)